# Morten Furuly
Morten Furuly (ur. 13 listopada 1975 w Stavanger), znany również jako Sanrabb – norweski muzyk, kompozytor, wokalista, autor tekstów i multiinstrumentalista, a także producent muzyczny. Morten Furuly znany jest przede wszystkim z wieloletnich występów w grupie muzycznej Gehenna, której był współzałożycielem. Od 2009 roku członek formacji Throne of Katarsis, w której pełni funkcję basisty. Muzyk współpracował ponadto z takimi grupa muzycznymi jak: 122 Stab Wounds, Blood Red Throne, Cobolt 60, Forlorn, Mëkanïk, Neetzach, The Deviant. Jako muzyk koncertowy występował także z zespołami Satyricon i Mayhem.